# Koto

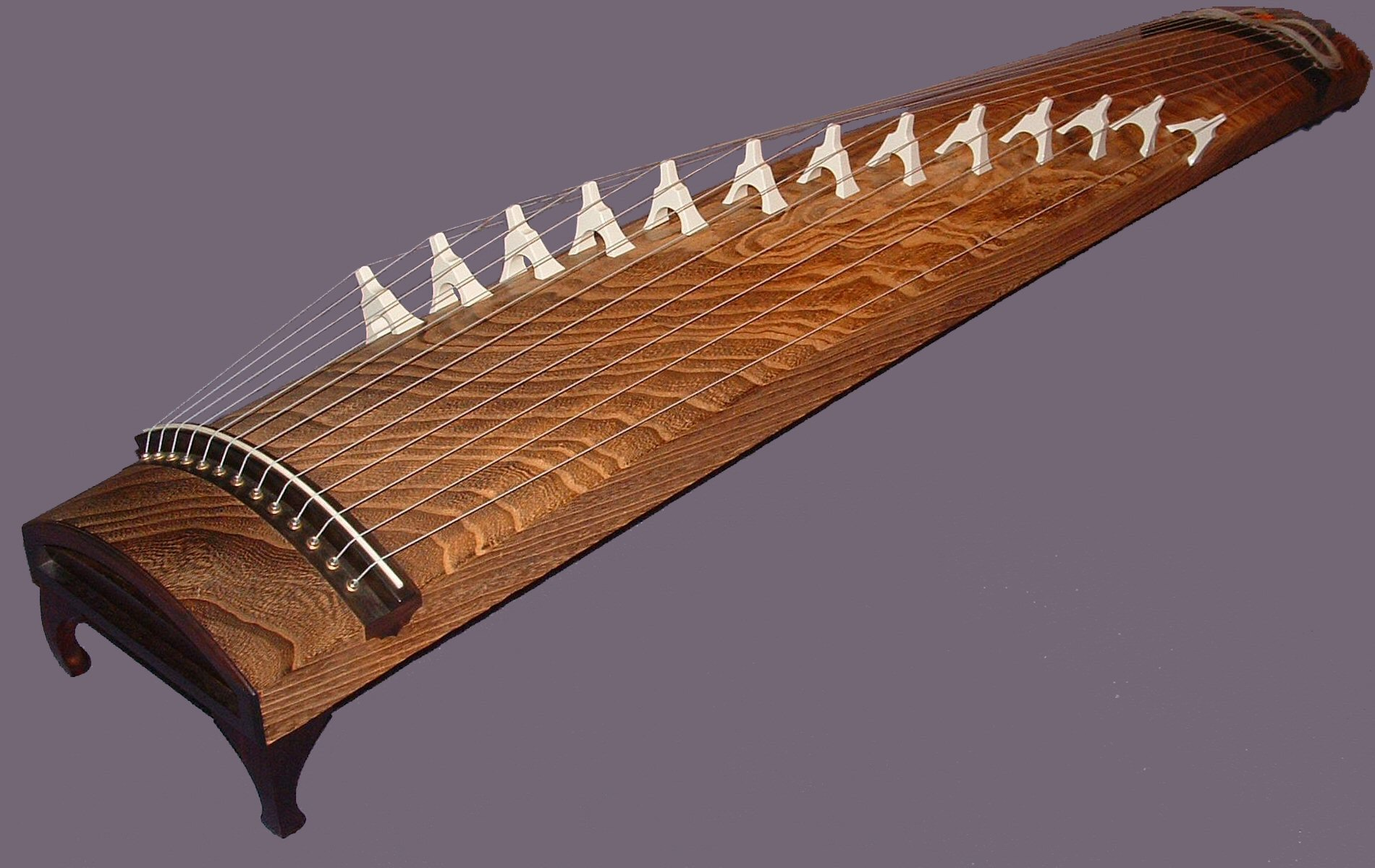
Koto de 13 cuerdas.

El koto es un instrumento cordófono hecho de madera y 13 cuerdas de diferente tamaño. Pertenece a la familia de las cítaras y es descendiente de la cítara china Guzheng. Es el instrumento nacional de Japón y está fabricado con madera de Paulonia imperial, también llamada Kiri. Con el paso del tiempo se unió a lo que se conoce como sankyoku o trío instrumental, junto al shamisen y la flauta shakuhachi. 
El koto es comparado con el cuerpo de un dragón chino acostado. Por esta razón, las partes que lo componen llevan nombres que hacen referencia a ciertas partes del dragón. La parte superior de la caja de resonancia se llama Ryuko (espalda del dragón) mientras que el Ryuto (cabeza del dragón) y el ryubi (cola del dragón) son los extremos del instrumento.
Inicialmente, el nombre del Koto era “gakusō” y solo constaba de cinco cuerdas, aunque más tarde pasó a tener siete cuerdas.

## Historia
Este instrumento se ha utilizado desde hace más de 1300 años en el Gagaku, la música de la corte imperial. A diferencia del shamisen, que durante mucho tiempo no se encontraba en las clases altas de la sociedad japonesa, el koto ganó popularidad rápidamente en la burguesía y en los círculos más altos de la nobleza, contribuyendo a la edificación de la corte. Durante mucho tiempo, el koto fue utilizado solamente por la clase alta, hasta que un músico de Osaka llamado Yatsuhashi Kengyō (1614-1684), aprendió a usarlo y decidió llevarlo al pueblo.
Ha sido utilizado ampliamente no solo en la interpretación de la música tradicional, sino también en muchos géneros contemporáneos. Fue introducido desde Japón durante la era Nara (710-793). 
Una de las obras más conocidas es Rokudan no Shirabe. Rokudan fue compuesta por Yatsuhashi Kengyō. Otra pieza clásica muy conocida es Haru no umi (Mar de Primavera) de Michio Miyagi.

## Tipos
Hay varios tipos de koto:
- El más tradicional de 13 cuerdas, es un tablón que cuenta con un largo de aproximadamente 2 metros y entre 24 y 25 centímetros de ancho.[4]
- El jūshichigen (lit. «17 cuerdas»), inventado por el célebre músico Michio Miyagi (1894-1956).
- Kotos de 23 y 30 cuerdas desarrollados por una de las más famosas intérpretes contemporáneas, Keiko Nosaka.
- Hachijūgen (lit. «80 cuerdas») inventado por Michio Miyagi como un instrumento cromático que pudiera acoplarse a los requerimientos técnicos de los lenguajes musicales de tipo occidental. Este fue utilizado en tan solo una composición del maestro Miyagi. Desafortunadamente el único instrumento de este tipo fue destruido durante los bombardeos a Tokio, pero existe una copia de él en el Museo de Michio Miyagi (Miyagi Michio Kinenkan) en Tokio.

## Técnica
Para pulsar el koto se utilizan tres uñas o plectros digitales -tsume つめ- hechos de bambú o marfil colocadas sobre los dedos pulgar, índice y medio de la mano derecha. La forma de dichas uñas varía de acuerdo a la escuela de interpretación: Yamada e Ikuta. La función más básica de la mano izquierda es la de presionar las cuerdas durante la ejecución con el fin de cambiar levemente la afinación y así hacer ornamentación sobre algunos sonidos. La afinación de las notas se realiza mediante el desplazamiento de los saltadores que están a lo largo del instrumento. Existen distintos tipos de afinaciones que varían según la pieza que se ejecuta. 